# Eradykacja
Eradykacja choroby (z łac. eradicatio) – całkowite zwalczenie choroby zakaźnej na całym świecie i z niewystępowaniem wywołującego ją patogenu w organizmach ludzkich, zwierzęcych i innych elementach środowiska. 
Dotychczas eradykację patogenu w populacji osiągnięto w przypadku dwóch chorób: ospy prawdziwej (w populacji człowieka), którą Światowa Organizacja Zdrowia (WHO) uznała za zwalczoną w 1980, oraz księgosuszu (w populacji przeżuwaczy), który Organizacja Narodów Zjednoczonych do spraw Wyżywienia i Rolnictwa (FAO) uznała za zwalczony w 2010. Ostatnie istniejące wirusy ospy prawdziwej są przechowywane w laboratoriach dla celów naukowych.
WHO wyznaczyło dwie następne choroby zakaźne do globalnej eradykacji:
- drakunkuloza (rezolucja WHO z 1986 r.)[2]
- Choroba Heinego-Medina (rezolucja WHO z 1988 r.)[3]

Termin eradykacja jest używany także  na określenie terapii mającej na celu usunięcie drobnoustroju z organizmu, np. bakterii Helicobacter pylori z błony śluzowej żołądka w celu leczenia i zapobiegania nawrotom choroby wrzodowej żołądka i dwunastnicy. 
W tym celu przeważnie stosuje się leczenie przebiegające według schematu:
- lek z grupy inhibitorów pompy protonowej,
- klarytromycyna lub metronidazol,
- amoksycylina.